# Бацкалевич, Александр Иванович
Алекса́ндр Ива́нович Бацкале́вич (родился 13 апреля 1897 года в деревне Липск (ныне Ляховичского района Брестской области) — умер 11 июля 1969 года) — советский военачальник, генерал-майор (2.11.1944), участник Великой Отечественной войны.

## Биография
Участник Первой мировой войны.
С 1918 года — в РККА, участвовал в Гражданской войне: боец партизанского отряд, командир отделения кавалерийского отряда, помощник командира взвода 3-го кавполка, командир эскадрона 35-го кавполка 6-й кавдивизии. За боевые отличия в Гражданской войне был награждён орденом Красного Знамени (1923).
По окончании войны — командир эскадрона 36-го кавполка, слушатель кавалерийских курсов усовершенствования среднего начсостава, начальник полковой школы 36-го кавполка, помощник командира 35-го кавполка. Позже командовал 31-м и 2-м кавалерийскими полками, командир и комиссар 82-го горнокавалерийского полка САВО, начальник Зимовниковского военно-конного завода. Помощник командира 11-й и 6-й кавалерийских дивизий.
С 10.10.1940 года — командир 32-й кавалерийской дивизии, с которой вступил в Великую Отечественную войну.

### Великая Отечественная война
По состоянию на 25.06.1941 Отдельная 32-я КД находилась в Крыму, составляя подвижный резерв 9-го стрелкового корпуса, новой задачей которого стало обеспечение противодесантной обороны полуострова, а именно:
- 86-й кавполк — совхоз Тенсу, в 11 км севернее Джанкоя, по одному усиленному эскадрону было выслано в направлении Таганаша и Ишуни;
- 121-й кавполк с двумя батареями — Сарабуз Татарский;
- 65-й кавполк с одной батареей — Кара-Кият;
- 153-й кавполк с одной батареей — Чистенькая (в 2 км южнее Булганака);
- 18-й танковый полк — Богдановка;
- штаб соединения — в садах у Ахтачи-Кият (в 6 км севернее Симферополя).

В середине июля 1941 года Отдельная 32-я КД под командованием полковника А. И. Бацкалевича была переброшена в полосу 21-й армии Западного фронта. Вместе с вновь сформированными 43-й и 47-й кавалерийскими дивизиями она составила Кавалерийскую группу, которая 23 июля 1941 года ушла в рейд по тылам противника в Полесье. Общее руководство действиями группы возлагалось на генерал-инспектора кавалерии РККА генерал-полковника О. И. Городовикова. Непосредственное командование кавалерийской группой осуществлял полковник А. И. Бацкалевич.
24 июля кавалерийская группа Бацкалевича форсировала р. Птичь и заняла Глуск. Действия кавалерийской группы нашли отражение в военном дневнике начальника Генштаба сухопутных войск Германии генерал-полковника Франца Гальдера, сначала в записи от 27 июля, затем в записи от 28 июля 1941 года: «на фронте группы армий „Центр“ русская кавалерия все ещё действует в тылу правого крыла группы армий, и, видимо, даже вывела из строя железную дорогу, идущую на Бобруйск», и далее: «на южном фланге группы армий в нашем тылу действует, очевидно, кавалерийский корпус противника в составе трёх дивизий».
26 июля 1941 года выполнение задачи по ликвидации советской кавалерийской группы полковника А. И. Бацкалевича было возложено на командующего войсками оперативного тыла группы армий «Центр» генерала пехоты М. фон Шенкендорфа. Тот привлек части 162-й, 252-й и 87-й пехотных дивизий, авиацию и кавалерийский полк СС под началом Г. Фегеляйна. В итоге противнику удалось восстановить контроль над Варшавским шоссе. Три кавполка советской 32-й кавалерийской дивизии оказались отрезаны от основных сил кавгруппы севернее шоссе. Южнее шоссе 121-й кавалерийский полк (с которым двигалось управление дивизии), преследуемый противником, был настигнут и окружен в районе Сельцы. Только в ночь на 27 июля ему удалось вырваться из окружения и соединиться с частями 43-й и 47-й кавалерийских дивизий в районе Ореховка.

Могила Бацкалевича на Северном кладбище Ростова-на-Дону.

Три кавалерийских полка, оказавшиеся севернее шоссе, предпринимали диверсионные действия, атаковали ст. Ясень и полустанок Татарка на железнодорожной линии Минск—Бобруйск. Однако противнику удалось восстановить контроль за железной дорогой, а попытка переправиться через р. Березина в направлении Любоничи не увенчалась успехом. Три кавполка были окружены в лесу севернее д. Копча, сумели вырваться на запад, но вскоре оказались вновь окружены в лесу юго-восточнее Осипович (в треугольнике Осиповичи—Корытно—Татарка) и уничтожены. Немецкая 87-я пехотная дивизия доложила о взятии в плен 815 человек.
29 июля 1941 года, по записи Гальдера, «кавалерийский корпус противника всё ещё действует в тылу группы армий». Однако дальнейшие попытки кавгруппы прорваться через Варшавское шоссе не увенчались успехом. 1 августа кавгруппа полковника А. И. Бацкалевича должна была возобновить движение в направление Варшавского шоссе, но её командиры направили вышестоящему командованию следующую телеграмму: «В результате длительных боев и маршей конский состав исключительно изнурен и не выдерживает 20-25 км марша. Матчасть отстает, боеприпасы на исходе, зерна нет. Изнуренность конского состава делает части небоеспособными. Противник сопровождается авиацией и повсеместно на узлах встречает мотомехпехоту. Считаю необходимым отвести части группы за рубеж р. Птичь для приведения в порядок. Бацкалевич, Генезык, Глинский».
По этому поводу Ф. фон Бок в своем дневнике оставил следующую запись: «Русские не кодируют большую часть своих радиосообщений, что очень нам на руку. Сегодня, к примеру, командир отряда русской кавалерии, оперировавшего за линией фронта на моем южном крыле, докладывал, что должен отойти к своим по причине нехватки продовольствия, амуниции и лошадей…».
3 августа Франц Гальдер отметил в военном дневнике, что «кавалерийские части противника, действующие в нашем тылу, почти полностью выдохлись. Они сейчас находятся в таком состоянии, что не смогут причинить нам какого-либо ущерба». На следующий день: «на фронте группы армий происходит постепенное раздробление русских кавалерийских соединений на крайнем южном фланге».
После рейда по тылам противника и выхода из окружения остатки 32-й кавалерийской дивизии вливаются в состав 3-й армии Центрального фронта. 6 августа 1941 года 32-я кавалерийская дивизия получила нового командира; примерно в это же время кавгруппу возглавил комбриг А. Б. Борисов.
В ОБД «Мемориал» имеется следующая запись: «Бывший командир 32 КД полковник Бацкалевич Александр Иванович, будучи в окружении в районе с. Белоусовка, 25 сентября 1941 г. был тяжело ранен и оставлен в поселке района Оржица Сумской области».
Из другого источника: «В сложной обстановке окружения, при невозможности эвакуации по приказу генерал-лейтенанта Ф. Я. Костенко он был оставлен в тылу переодетым в гражданскую одежду. Вместе с ним были оставлены инструктор политотдела 32-й кавалерийской дивизии А. И. Плетнёв и медсестра С. М. Хавело. Встав на ноги, в апреле 1942 г. он направился к фронту на Северный Кавказ. В январе 1943 г. вышел к своим в расположение советских войск в районе Кисловодска, после чего был направлен на лечение в Москву».
Позже Бацкалевич оказывается в распоряжении командующего кавалерией. Заместитель начальника управления военно-конных заводов, начальник военно-конного завода имени Ворошилова. Генерал-майор (2.11.1944).
В 1948 году уволен в запас по болезни. Через 4 года восстановлен в кадрах и назначен начальником военно-конного завода имени 1-й Конной армии. В 1953 году уволен в отставку.

## Награды
Награждён тремя орденами Ленина (25.04.1944, 21.02.1945, 11.01.1957), четырьмя орденами Красного Знамени (16.10.1923, 17.04.1933, 3.11.1944, 20.04.1953), орденом Трудового Красного Знамени, орденом Красной Звезды (28.10.1967) и многими медалями.